# Gilberto Rodríguez Rivera
Gilberto Rodríguez Rivera (* 6. Mai 1943 in Guadalajara, Jalisco), auch bekannt unter dem Spitznamen El Coco, ist ein ehemaliger mexikanischer Fußballspieler auf der Positions des Torwarts, der während seiner gesamten Profikarriere beim Club Deportivo Guadalajara unter Vertrag stand.

## Leben
„El Coco“ Rodríguez kam in den frühen 1960er Jahren zum Club Deportivo Guadalajara, wo er zunächst in dessen Reservemannschaften das Tor hütete. Zu Beginn der Saison 1964/65 holte ihn der damalige Meistertrainer Javier de la Torre in die erste Mannschaft, wo es Rodríguez sogar zeitweise gelang, den gleichaltrigen und bisherigen Stammtorwart Ignacio Calderón zu verdrängen. So hütete er das Tor im entscheidenden Spiel gegen den Stadtrivalen Nacional de Guadalajara (1:1), in dem die Chivasi ihren siebten Meistertitel unter Dach und Fach brachten.
Wenige Jahre später schaffte Coco Rodríguez sogar den Sprung in die Nationalmannschaft, für die er 1967 und 1968 insgesamt fünf Spiele über die volle Distanz absolvierte. Eine interessante Randnotiz verdient die Tatsache, dass in den mehr als 40 Spielen, die „El Tri“ zwischen dem 19. Juli 1966, als die beim Club León unter Vertrag stehende mexikanische Torwartlegende Antonio Carbajal ihr Abschiedsspiel gab, und dem 20. Mai 1969, als Francisco Castrejón von den UNAM Pumas sein Debüt im Dress der Nationalmannschaft bestritt, ausschließlich Torhüter der drei großen Vereine aus Guadalajara das Tor der Nationalelf hüteten. Dies waren Ignacio Calderón und Gilberto Rodríguez von Chivas Guadalajara, Javier Vargas von Atlas Guadalajara sowie Antonio Mota und Jesús Mendoza von Oro Guadalajara.
El Coco Rodríguez, der seine aktive Laufbahn nach der Saison 1977/78 beendete, bestritt die folgenden Länderspiele:
| Datum      | Stadion                         | Gegner              | Ergebnis |
| ---------- | ------------------------------- | ------------------- | -------- |
| 12.03.1967 | Estadio Nacional de Tegucigalpa | Trinidad und Tobago | 4:0      |
| 30.01.1968 | Estadio Nou Camp                | Kolumbien           | 3:0      |
| 07.03.1968 | Estadio Nou Camp                | Sowjetunion         | 1:1      |
| 21.05.1968 | Aztekenstadion                  | Uruguay             | 3:3      |
| 28.05.1968 | Aztekenstadion                  | Uruguay             | 2:2      |

## Erfolge
- Mexikanischer Meister: 1964/65, 1969/70
- Mexikanischer Pokalsieger: 1970
- Mexikanischer Supercup: 1965, 1970